# Primera B Metropolitana
A Primera B (também conhecida como Primera B Metropolitana, ou informalmente, B Metropolitana ou B Metro) é a terceira divisão do Campeonato Argentino de Futebol para os clubes diretamente afiliados à Associação do Futebol Argentino (AFA). Foi a segunda divisão até 1986, ano em que foi substituída pela Primera B Nacional.

## História
Em 1899, ainda na era amadora, foi criada a Segunda División, o primeiro campeonato da segunda divisão do futebol argentino. Nos seus primórdios, os clubes disputavam o torneio de forma optativa e na sua maioria eram equipes recém-fundadas ou reservas dos clubes da Primera División. Com a instituição do sistema de acesso e rebaixamento em 1906, a primeira equipe a ser promovida foi o Club Atlético Porteño, o melhor colocado entre as equipes da segunda divisão que não eram reservas dos clubes da Primera División.
Em 1911, a Association Argentine de Football (AAF) [atual AFA] criou a División Intermedia para substituir a Segunda División como segunda divisão na pirâmide do futebol argentino, e esta passou a ser terceira divisão do sistema. Os 8 (oito) torneios organizados entre 1920 e 1926 pela Asociación Amateur de Football (AAm), associação dissidente da Associação do Futebol Argentino (AFA) da época, foram nomeados como "Extra". Quando ambas as associações, AAm e AAF se fundiram em 1926, a partir da temporada de 1927, a Segunda División voltou a ser a segunda divisão, enquanto que o División Intermedia tornou-se a terceira divisão.[carece de fontes?]
Em 1986, a Associação do Futebol Argentino (AFA) criou a Primera B Nacional com o objetivo de permitir que clubes de toda a Argentina participassem de competições oficiais. A Primera B Nacional tornou-se a segunda divisão do futebol argentino, enquanto que a Primera B voltou a ser a terceira divisão, sendo também renomeada como "Primera B Metropolitana", devido ao imperativo número de clubes da área metropolitana de Buenos Aires (incluindo a Grande Buenos Aires).

### Nomes e divisões
| Ano       | Divisão          | Nomes                                                                    |
| --------- | ---------------- | ------------------------------------------------------------------------ |
| 1899–1910 | Segunda Divisão  | Segunda División (1899–1926)                                             |
| 1911–1926 | Terceira Divisão | Segunda División (1899–1926)                                             |
| 1927–1985 | Segunda Divisão  | Primera División B (1927–1932; 1949–1985) e Segunda División (1933–1948) |
| 1986–     | Terceira Divisão | Primera B Metropolitana (1986–atualmente)                                |

## Formato
As equipes participantes jogam no sistema de todos contra todos, em jogos de ida e volta (turno e returno). A equipe que somar mais pontos será declarada campeã e promovida à Primera B Nacional, segunda divisão do Campeonato Argentino de Futebol. As equipes que terminarem entre a segunda e a nona posição jogarão um torneio reduzido eliminatório ("mata-mata") cujo vencedor também será promovido. Quanto ao rebaixamento, ao final da temporada regular (turno e returno) do certame, a equipe com a pior pontuação ("promédio") na tabela agregada das últimas três temporadas será rebaixada para a Primera C Metropolitana, quarta divisão do Campeonato Argentino de Futebol.

## Equipes participantes (2018–19)
| Clube             | Localidade                                 | Estádio                      |
| ----------------- | ------------------------------------------ | ---------------------------- |
| Acassuso          | Boulogne Sur Mer (Grande Buenos Aires)     | La Quema [a]                 |
| All Boys          | Floresta (Buenos Aires)                    | Islas Malvinas               |
| Almirante Brown   | Isidro Casanova (Grande Buenos Aires)      | Fragata Presidente Sarmiento |
| Atlanta           | Villa Crespo (Buenos Aires)                | Don León Kolbowsky           |
| Barracas Central  | Barracas (Buenos Aires) (Buenos Aires)     | Claudio Chiqui Tapia         |
| Colegiales        | Munro (Grande Buenos Aires)                | Colegiales                   |
| Comunicaciones    | Agronomía (Buenos Aires)                   | Alfredo Ramos                |
| Defensores Unidos | Zárate (Grande Buenos Aires)               | Gigante de Villa Fox         |
| Deportivo Español | Parque Avellaneda (Buenos Aires)           | Nueva España                 |
| Deportivo Riestra | Buenos Aires                               | Guillermo Laza               |
| Estudiantes (BA)  | Caseros (Buenos Aires)                     | Ciudad de Caseros            |
| Fénix             | Pilar (Buenos Aires)                       | Não possui [b]               |
| Flandria          | Jáuregui (Grande Buenos Aires)             | Carlos V                     |
| J. J. de Urquiza  | Loma Hermosa (Grande Buenos Aires)         | Ramón Roque Martín           |
| Sacachispas       | Villa Soldati (Buenos Aires)               | Beto Larrosa                 |
| San Miguel        | Los Polvorines (Grande Buenos Aires)       | Malvinas Argentinas          |
| San Telmo         | Dock Sud (Grande Buenos Aires)             | Dr. Osvaldo Baletto          |
| Talleres          | Remedios de Escalada (Grande Buenos Aires) | Talleres                     |
| Tristán Suárez    | Tristán Suárez (Grande Buenos Aires)       | 20 de Octubre                |
| UAI Urquiza       | Villa Lynch (Grande Buenos Aires)          | Monumental de Villa Lynch    |

- [a] Manda seus jogos no estádio República de Itália, pois, seu estádio não está habilitado para jogos desta divisão.
- [b] Manda seus jogos no estádio Nueva España.

## Campeões
O torneio recebeu diferentes nomes desde a sua primeira edição em 1899, no início foi chamado Segunda División (1899–1926) e depois, Primera División B (ou simplesmente Primera B, a partir de 1927). Após a reestruturação do sistema de ligas do futebol argentino em 1985, o torneio tornou-se a terceira divisão, mudando seu nome para Primera B Metropolitana para marcar a diferença com o Primera B Nacional.
| Segunda Divisão (1899–1910)                                                 | Segunda Divisão (1899–1910)                                                                              | Segunda Divisão (1899–1910)                                                                              | Segunda Divisão (1899–1910)                                                                              |
| Segunda División                                                            | Segunda División                                                                                         | Segunda División                                                                                         | Segunda División                                                                                         |
| Ano                                                                         | Campeão                                                                                                  | Vice-Campeão                                                                                             | Terceiro                                                                                                 |
| --------------------------------------------------------------------------- | --- | --- | --- |
| 1899                                                                        | Banfield                                                                                                 | English High School                                                                                      | Barker Memorial School                                                                                   |
| 1900                                                                        | Banfield                                                                                                 | English High School II                                                                                   | Belgrano Athletic II                                                                                     |
| 1901                                                                        | Barracas Athletic                                                                                        | Belgrano Athletic II                                                                                     | Lomas II                                                                                                 |
| 1902                                                                        | Belgrano Athletic II                                                                                     | Estudiantes (BA)                                                                                         | |
| 1903                                                                        | Barracas Athletic II                                                                                     | Estudiantes (BA) II                                                                                      | |
| 1904                                                                        | Barracas Athletic II                                                                                     | Alumni II                                                                                                | |
| 1905                                                                        | América                                                                                                  | Belgrano Athletic II B                                                                                   | |
| 1906                                                                        | Estudiantes (BA) II                                                                                      | Porteño                                                                                                  | |
| 1907                                                                        | Nacional (F)                                                                                             | River Plate                                                                                              | |
| 1908                                                                        | River Plate                                                                                              | Racing                                                                                                   | |
| 1909                                                                        | Gimnasia y Esgrima (BA)                                                                                  | Racing                                                                                                   | |
| 1910                                                                        | Racing                                                                                                   | Boca Juniors                                                                                             | |
| Terceira Divisão (1911–1926)                                                | | | |
| Segunda División                                                            | | | |
| 1911                                                                        | Riachuelo B                                                                                              | | |
| 1912 AAF                                                                    | Banfield                                                                                                 | | |
| 1912 FAF                                                                    | Tigre II B                                                                                               | Argentino de Vélez Sarsfield                                                                             | |
| 1913 AAF                                                                    | Ferro Carril Oeste III                                                                                   | | |
| 1913 FAF                                                                    | Estudiantes de La Plata II                                                                               | | |
| 1914 AAF                                                                    | San Lorenzo                                                                                              | | |
| 1914 FAF                                                                    | Tigre Juniors                                                                                            | | |
| 1915                                                                        | Martínez                                                                                                 | | |
| 1916                                                                        | Huracán III                                                                                              | San Telmo                                                                                                | Eureka                                                                                                   |
| 1917                                                                        | Sportivo Palermo                                                                                         | | |
| 1918                                                                        | San Fernando                                                                                             | | |
| 1919 AAF                                                                    | El Porvenir                                                                                              | | |
| 1919 AAm                                                                    | Sportivo Barracas III                                                                                    | | |
| 1920 AAF                                                                    | Sportivo Avellaneda                                                                                      | | |
| 1920 AAm                                                                    | Oriente del Sud                                                                                          | Racing III                                                                                               | |
| 1921 AAF                                                                    | Huracán III                                                                                              | | |
| 1921 AAm                                                                    | Villa Crespo                                                                                             | Rañó | América                                                                                                  |
| 1922 AAF                                                                    | Central Argentino                                                                                        | | |
| 1922 AAm                                                                    | Nacional (Floresta)                                                                                      | | |
| 1923 AAF                                                                    | Bristol                                                                                                  | | |
| 1923 AAm                                                                    | Acassuso                                                                                                 | | |
| 1924 AAF                                                                    | Leandro N. Alem                                                                                          | | |
| 1924 AAm                                                                    | Racing III                                                                                               | Platense III                                                                                             | Unidos de Colombres                                                                                      |
| 1925 AAF                                                                    | Sportivo Balcarce II                                                                                     | | |
| 1925 AAm                                                                    | Perla del Plata                                                                                          | Sportivo Palermo                                                                                         | |
| 1926 AAF                                                                    | Libertad                                                                                                 | | |
| 1926 AAm                                                                    | Racing III                                                                                               | | |
| Segunda Divisão (1927–1985)                                                 | | | |
| Primera División B (1927–1932 e de 1949–1985); Segunda División (1933–1948) | | | |
| 1927                                                                        | El Porvenir                                                                                              | Argentino de Banfield                                                                                    | Temperley                                                                                                |
| 1928                                                                        | Colegiales                                                                                               | Temperley                                                                                                | All Boys                                                                                                 |
| 1929                                                                        | Honor y Patria (Bernal)                                                                                  | Porteño                                                                                                  | Unión (Caseros)                                                                                          |
| 1930                                                                        | Nueva Chicago                                                                                            | All Boys                                                                                                 | Temperley                                                                                                |
| 1931 AFAP                                                                   | Liberal Argentino                                                                                        | All Boys                                                                                                 | Progresista                                                                                              |
| 1931 LAF                                                                    | (Não realizado)                                                                                          | (Não realizado)                                                                                          | (Não realizado)                                                                                          |
| 1932 AFAP                                                                   | Dock Sud                                                                                                 | Sportivo Balcarce                                                                                        | Acassuso                                                                                                 |
| 1932 LAF                                                                    | (Não realizado)                                                                                          | (Não realizado)                                                                                          | (Não realizado)                                                                                          |
| 1933 AFAP                                                                   | Ramsar                                                                                                   | 25 de Mayo                                                                                               | Marplatense                                                                                              |
| 1933 LAF                                                                    | (Não realizado)                                                                                          | (Não realizado)                                                                                          | (Não realizado)                                                                                          |
| 1934 AFAP                                                                   | Bella Vista                                                                                              | Los Andes                                                                                                | |
| 1934 LAF                                                                    | River Plate II                                                                                           | San Lorenzo II                                                                                           | Boca Juniors II                                                                                          |
| 1935                                                                        | Estudiantes de La Plata II                                                                               | Independiente II                                                                                         | River Plate II                                                                                           |
| 1936                                                                        | Boca Juniors II                                                                                          | San Lorenzo II                                                                                           | River Plate II                                                                                           |
| 1937                                                                        | Almagro                                                                                                  | Excursionistas                                                                                           | El Porvenir                                                                                              |
| 1938                                                                        | Argentino de Quilmes                                                                                     | Quilmes                                                                                                  | All Boys                                                                                                 |
| 1939                                                                        | Banfield                                                                                                 | All Boys                                                                                                 | Barracas Central                                                                                         |
| 1940                                                                        | Argentinos Juniors                                                                                       | Acasusso                                                                                                 | Temperley                                                                                                |
| 1941                                                                        | Chacarita Juniors                                                                                        | Colegiales                                                                                               | Almagro                                                                                                  |
| 1942                                                                        | Rosario Central                                                                                          | Excursionistas                                                                                           | Vélez Sarsfield                                                                                          |
| 1943                                                                        | Vélez Sarsfield                                                                                          | Unión | Temperley                                                                                                |
| 1944                                                                        | Gimnasia y Esgrima La Plata                                                                              | Tigre | Almagro                                                                                                  |
| 1945                                                                        | Tigre | Argentino de Rosario                                                                                     | Temperley                                                                                                |
| 1946                                                                        | Banfield                                                                                                 | Gimnasia y Esgrima La Plata                                                                              | Argentinos Juniors                                                                                       |
| 1947                                                                        | Gimnasia y Esgrima La Plata                                                                              | Quilmes                                                                                                  | Ferro Carril Oeste                                                                                       |
| 1948                                                                        | (Abandonado devido à greve de jogadores)                                                                 | (Abandonado devido à greve de jogadores)                                                                 | (Abandonado devido à greve de jogadores)                                                                 |
| 1949                                                                        | Quilmes                                                                                                  | Colón | Unión |
| 1950                                                                        | Lanús | Colón | Dock Sud                                                                                                 |
| 1951                                                                        | Rosario Central                                                                                          | Colón | Almagro                                                                                                  |
| 1952                                                                        | Gimnasia y Esgrima La Plata                                                                              | Tigre | Colón |
| 1953                                                                        | Tigre | Atlanta                                                                                                  | Unión |
| 1954                                                                        | Estudiantes de La Plata                                                                                  | Argentinos Juniors                                                                                       | Colón |
| 1955                                                                        | Argentinos Juniors                                                                                       | Unión | Talleres (RdE)                                                                                           |
| 1956                                                                        | Atlanta                                                                                                  | Central Córdoba (R)                                                                                      | Banfield                                                                                                 |
| 1957                                                                        | Central Córdoba (R)                                                                                      | Platense                                                                                                 | Unión |
| 1958                                                                        | Ferro Carril Oeste                                                                                       | Nueva Chicago                                                                                            | Chacarita Juniors                                                                                        |
| 1959                                                                        | Chacarita Juniors                                                                                        | Quilmes                                                                                                  | Unión |
| 1960                                                                        | Los Andes                                                                                                | Tigre | Banfield                                                                                                 |
| 1961                                                                        | Quilmes                                                                                                  | Banfield                                                                                                 | Nueva Chicago                                                                                            |
| 1962                                                                        | Banfield                                                                                                 | Platense                                                                                                 | Deportivo Español                                                                                        |
| 1963                                                                        | Ferro Carril Oeste                                                                                       | Sarmiento (J)                                                                                            | Unión |
| 1964                                                                        | Lanús | Platense                                                                                                 | All Boys                                                                                                 |
| 1965                                                                        | Colón | Quilmes                                                                                                  | Deportivo Morón                                                                                          |
| 1966                                                                        | Unión | Argentino de Quilmes                                                                                     | Deportivo Morón                                                                                          |
| 1967                                                                        | Defensores de Belgrano                                                                                   | Tigre | |
| 1968                                                                        | Almagro                                                                                                  | Nueva Chicago                                                                                            | Unión |
| 1969                                                                        | Ferro Carril Oeste                                                                                       | San Telmo                                                                                                | Arsenal                                                                                                  |
| 1970                                                                        | Ferro Carril Oeste                                                                                       | Almirante Brown                                                                                          | Arsenal                                                                                                  |
| 1971                                                                        | Lanús | Arsenal                                                                                                  | San Telmo                                                                                                |
| 1972                                                                        | All Boys                                                                                                 | Almirante Brown                                                                                          | Nueva Chicago                                                                                            |
| 1973                                                                        | Banfield                                                                                                 | Temperley                                                                                                | Quilmes                                                                                                  |
| 1974                                                                        | Temperley                                                                                                | Unión | Estudiantes (BA)                                                                                         |
| 1975                                                                        | Quilmes                                                                                                  | San Telmo                                                                                                | Sarmiento                                                                                                |
| 1976 (I)                                                                    | Platense                                                                                                 | Tigre | Villa Dálmine                                                                                            |
| 1976 (II)                                                                   | Lanús | Almirante Brown                                                                                          | Tigre |
| 1977                                                                        | Estudiantes (BA)                                                                                         | Los Andes                                                                                                | Deportivo Armenio                                                                                        |
| 1978                                                                        | Ferro Carril Oeste                                                                                       | Almirante Brown                                                                                          | Los Andes                                                                                                |
| 1979                                                                        | Tigre | Sportivo Italiano                                                                                        | Banfield                                                                                                 |
| 1980                                                                        | Sarmiento (J)                                                                                            | Atlanta                                                                                                  | Nueva Chicago                                                                                            |
| 1981                                                                        | Nueva Chicago                                                                                            | Quilmes                                                                                                  | Banfield                                                                                                 |
| 1982                                                                        | San Lorenzo                                                                                              | Gimnasia y Esgrima La Plata                                                                              | Chacarita Juniors                                                                                        |
| 1983                                                                        | Atlanta                                                                                                  | Tigre | Italiano                                                                                                 |
| 1984                                                                        | Deportivo Español                                                                                        | Defensores de Belgrano                                                                                   | Racing                                                                                                   |
| 1985                                                                        | Rosario Central                                                                                          | San Miguel                                                                                               | Racing                                                                                                   |
| Terceira Divisão (1986–)                                                    | | | |
| Primera B Metropolitana (1986–)                                             | | | |
| 1986–87                                                                     | Quilmes                                                                                                  | Almirante Brown                                                                                          | Estudiantes (BA)                                                                                         |
| 1987–88                                                                     | Talleres (RdE)                                                                                           | Almagro                                                                                                  | Nueva Chicago                                                                                            |
| 1988–89                                                                     | Villa Dálmine                                                                                            | Argentino de Rosario                                                                                     | Central Córdoba (R)                                                                                      |
| 1989–90                                                                     | Deportivo Morón                                                                                          | Atlanta                                                                                                  | All Boys                                                                                                 |
| 1990–91                                                                     | Central Córdoba (R)                                                                                      | Almagro                                                                                                  | Nueva Chicago                                                                                            |
| 1991–92                                                                     | Ituzaingó                                                                                                | Los Andes                                                                                                | Sarmiento (J)                                                                                            |
| 1992–93                                                                     | All Boys                                                                                                 | Sarmiento (J)                                                                                            | Chacarita Juniors                                                                                        |
| 1993–94                                                                     | Chacarita Juniors                                                                                        | Tigre | Atlanta                                                                                                  |
| 1994–95                                                                     | Atlanta                                                                                                  | Dock Sud                                                                                                 | Sarmiento (J)                                                                                            |
| 1995–96                                                                     | Sportivo Italiano                                                                                        | Almagro                                                                                                  | Estudiantes (BA)                                                                                         |
| 1996–97                                                                     | Defensa y Justicia                                                                                       | Tristán Suárez                                                                                           | San Miguel                                                                                               |
| 1997–98                                                                     | El Porvenir                                                                                              | Deportivo Armenio                                                                                        | Argentino de Rosario                                                                                     |
| 1998–99                                                                     | Argentino de Rosario                                                                                     | Defensores de Belgrano                                                                                   | Tristán Suárez                                                                                           |
| 1999–00                                                                     | Estudiantes (BA)                                                                                         | Sarmiento (J)                                                                                            | |
| 2000–01                                                                     | Defensores de Belgrano                                                                                   | Temperley                                                                                                | |
| 2001–02                                                                     | Deportivo Español                                                                                        | Ferro Carril Oeste                                                                                       | |
| 2002–03                                                                     | Ferro Carril Oeste                                                                                       | Almirante Brown                                                                                          | Platense                                                                                                 |
| 2003–04                                                                     | Sarmiento (J)                                                                                            | Atlanta                                                                                                  | Tristán Suárez                                                                                           |
| 2004–05                                                                     | Tigre | Platense                                                                                                 | Atlanta                                                                                                  |
| 2005–06                                                                     | Platense                                                                                                 | Sarmiento (J)                                                                                            | Temperley                                                                                                |
| 2006–07                                                                     | Almirante Brown                                                                                          | Estudiantes (BA)                                                                                         | Tristán Suárez                                                                                           |
| 2007–08                                                                     | All Boys                                                                                                 | Deportivo Morón                                                                                          | Sportivo Italiano                                                                                        |
| 2008–09                                                                     | Sportivo Italiano                                                                                        | Nueva Chicago                                                                                            | Sarmiento (J)                                                                                            |
| 2009–10                                                                     | Almirante Brown                                                                                          | Sarmiento (J)                                                                                            | Tristán Suárez                                                                                           |
| 2010–11                                                                     | Atlanta                                                                                                  | Estudiantes (BA)                                                                                         | Defensores de Belgrano                                                                                   |
| 2011–12                                                                     | Sarmiento (J)                                                                                            | Colegiales                                                                                               | Estudiantes (BA)                                                                                         |
| 2012–13                                                                     | Villa San Carlos                                                                                         | Platense                                                                                                 | Atlanta                                                                                                  |
| 2013–14                                                                     | Nueva Chicago                                                                                            | Temperley                                                                                                | Atlanta                                                                                                  |
| 2014                                                                        | Não houve campeão. Clubes ascendidos à Primera B Nacional: Los Andes, Chacarita Juniors e Villa Dálmine. | Não houve campeão. Clubes ascendidos à Primera B Nacional: Los Andes, Chacarita Juniors e Villa Dálmine. | Não houve campeão. Clubes ascendidos à Primera B Nacional: Los Andes, Chacarita Juniors e Villa Dálmine. |
| 2015                                                                        | Brown | Estudiantes (BA)                                                                                         | Defensores de Belgrano                                                                                   |
| 2016                                                                        | Flandria                                                                                                 | Atlanta                                                                                                  | Colegiales                                                                                               |
| 2016–17                                                                     | Deportivo Morón                                                                                          | Deportivo Riestra                                                                                        | Atlanta                                                                                                  |
| 2017–18                                                                     | Platense                                                                                                 | Estudiantes (BA)                                                                                         | Acassuso                                                                                                 |
| 2018–19                                                                     | Barracas Central                                                                                         | | |

## Títulos por clube
| Clube                       | Títulos | Ano                                             |
| --------------------------- | ------- | ----------------------------------------------- |
| Banfield                    | 7       | 1899, 1900, 1912 AAF, 1939, 1946, 1962, 1973    |
| Ferro Carril Oeste          | 7       | 1913 AAF, 1958, 1963, 1969, 1970, 1978, 2002–03 |
| Tigre                       | 5       | 1912 FAF, 1945, 1953, 1979, 2004–05             |
| Barracas Athletic           | 4       | 1901, 1902, 1903, 1904                          |
| Quilmes                     | 4       | 1949, 1961, 1975, 1986–87                       |
| Lanús                       | 4       | 1950, 1964, 1971, 1976 (II)                     |
| Atlanta                     | 4       | 1956, 1983, 1994–95, 2010–11                    |
| Estudiantes (BA)            | 3       | 1906, 1977, 1999–00                             |
| Estudiantes de La Plata     | 3       | 1913 FAF, 1935, 1954                            |
| El Porvenir                 | 3       | 1919 AAF, 1927, 1997–98                         |
| Nueva Chicago               | 3       | 1930, 1981, 2013–14                             |
| Chacarita Juniors           | 3       | 1941, 1959, 1993–94                             |
| Rosario Central             | 3       | 1942, 1951, 1985                                |
| Gimnasia y Esgrima La Plata | 3       | 1944, 1947, 1952                                |
| All Boys                    | 3       | 1972, 1992–93, 2007–08                          |
| Platense                    | 3       | 1976 (I), 2005–06, 2017–18                      |
| Sarmiento (J)               | 3       | 1980, 2003–04, 2011–12                          |
| River Plate                 | 2       | 1908, 1934 LAF                                  |
| Racing                      | 2       | 1910, 1924 AAm, 1926 AAm                        |
| San Lorenzo                 | 2       | 1914 AAF, 1982                                  |
| Huracán                     | 2       | 1916, 1921 AAF                                  |
| Almagro                     | 2       | 1937, 1968                                      |
| Argentinos Juniors          | 2       | 1940, 1955                                      |
| Central Córdoba (R)         | 2       | 1957, 1990–91                                   |
| Defensores de Belgrano      | 2       | 1967, 2000–01                                   |
| Deportivo Español           | 2       | 1984, 2001–02                                   |
| Deportivo Morón             | 2       | 1989–90, 2016–17                                |
| Sportivo Italiano           | 2       | 1995–96, 2008–09                                |
| Almirante Brown             | 2       | 2006–07, 2009–10                                |
| América                     | 1       | 1905                                            |
| Gimnasia y Esgrima (BA)     | 1       | 1909                                            |
| Club Sportivo Barracas      | 1       | 1911 , 1919 AAm                                 |
| Tigre Juniors               | 1       | 1914 FAF                                        |
| Martínez                    | 1       | 1915                                            |
| Sportivo Palermo            | 1       | 1917                                            |
| San Fernando                | 1       | 1918                                            |
| Sportivo Avellaneda         | 1       | 1920 AAF                                        |
| Oriente del Sud             | 1       | 1920 AAm                                        |
| Villa Crespo                | 1       | 1921 AAm                                        |
| Central Argentino           | 1       | 1922 AAF                                        |
| Nacional                    | 1       | 1922 AAm                                        |
| Bristol                     | 1       | 1923 AAF                                        |
| Acassuso                    | 1       | 1923 AAm                                        |
| Leandro N. Alem             | 1       | 1924 AAF                                        |
| Sportivo Balcarce           | 1       | 1925 AAF                                        |
| Perla del Plata             | 1       | 1925 AAm                                        |
| Libertad                    | 1       | 1926 AAF                                        |
| Colegiales                  | 1       | 1928                                            |
| Honor y Patria (Bernal)     | 1       | 1929                                            |
| Liberal Argentino           | 1       | 1931 AFAP                                       |
| Dock Sud                    | 1       | 1932 AFAP                                       |
| Ramsar                      | 1       | 1933 AFAP                                       |
| Bella Vista                 | 1       | 1934 AFAP                                       |
| Boca Juniors II             | 1       | 1936                                            |
| Argentino de Quilmes        | 1       | 1938                                            |
| Vélez Sarsfield             | 1       | 1943                                            |
| Los Andes                   | 1       | 1960                                            |
| Colón                       | 1       | 1965                                            |
| Unión                       | 1       | 1966                                            |
| Temperley                   | 1       | 1974                                            |
| Talleres (RdE)              | 1       | 1987–88                                         |
| Villa Dálmine               | 1       | 1988–89                                         |
| Ituzaingó                   | 1       | 1991–92                                         |
| Defensa y Justicia          | 1       | 1996–97                                         |
| Argentino de Rosario        | 1       | 1998–99                                         |
| Villa San Carlos            | 1       | 2012–13                                         |
| Brown                       | 1       | 2015                                            |
| Flandria                    | 1       | 2016                                            |
| Barracas Central            | 1       | 2018–19                                         |